# Gütegemeinschaft der Motoreninstandsetzungsbetriebe
Die Gütegemeinschaft der Motoreninstandsetzungsbetriebe e.V. (GMI) ist ein Zusammenschluss qualitätsorientierter Motoreninstandsetzer aus ganz Deutschland. Sie hat sich die Festlegung hoher Qualitätskriterien sowie die regelmäßige Überwachung der Mitgliedsbetriebe zur Aufgabe gemacht, die sich zur Einhaltung der Anforderungen verpflichtet haben. Ziel ist es, hochwertige Produkte und Dienstleistungen für alle Arten von Verbrennungsmotoren von der Instandsetzung einzelner Motorenteile bis zur Generalüberholung des vollständigen Motors sicherzustellen. Das RAL Gütezeichen Motoreninstandsetzung dürfen nur geprüfte Mitgliedsbetriebe verwenden.

## Geschichte
Die Gütegemeinschaft der Motoreninstandsetzungsbetriebe e.V. (GMI) wurde 1977 gegründet. 
In Zusammenarbeit mit der Dach- und Trägerorganisation RAL Deutsches Institut für Gütesicherung und Kennzeichnung e.V. und unter Mitwirkung von Ministerien, Verbänden und Prüfinstitutionen wurden die sogenannten Güte- und Prüfbestimmungen entwickelt, in denen die strengen Qualitätskriterien formuliert werden, die von einem Unternehmen erfüllt werden müssen, um das RAL Gütezeichen nutzen zu dürfen. Auch die Verpflichtung zur Eigen- und Fremdüberwachung ist in den Güte- und Prüfbestimmungen festgeschrieben. Seither werden die Bestimmungen regelmäßig den aktuellen technischen Standards angepasst. Aktuell gehören der GMI 19 Mitglieder und sechs Außerordentliche Mitglieder an.

## Das RAL Gütezeichen Motoreninstandsetzung (RAL-GZ 797)
Das RAL Gütezeichen Motoreninstandsetzung (RAL-GZ 797) gilt für alle Verbrennungsmotoren von PKW, Oldtimer und LKW über Aggregate, Bau-, Land- und Forstmaschinen bis hin zu Bahnmotoren und Schiffsdieseln. Ausschließlich Mitgliedsunternehmen der Gütegemeinschaft der Motoreninstandsetzungsbetriebe e.V. (GMI) dürfen ihre Produkte und Dienstleistungen mit dem RAL Gütezeichen kennzeichnen.
Voraussetzung für die Verwendung ist es, dass jeder Arbeitsschritt einer Motoreninstandsetzung und die damit verbundene Leistung nach den eindeutigen Vorgaben, die in den Güte- und Prüfbestimmungen schriftlich festgehalten sind, erfolgt. Die Güte- und Prüfbestimmungen beinhalten unter anderem Kriterien zur Ausbildung von Fachkräften, zur technischen Ausstattung der Betriebe sowie zu transparenter Arbeitsweise.
Die Kennzeichnung mit dem RAL Gütezeichen Motoreninstandsetzung erfolgt in zwei Varianten: 
Nach RAL Kriterien instandgesetzte Komplettmotoren, d. h. komplett ausgelieferte Motoren (z. B. mit Turbolader und wesentlichen weiteren Komponenten), sowie Rumpfmotoren (Long Block) erhalten einen Aufkleber mit dem RAL Gütezeichen. 
Baugruppen, Einzel- und Ersatzteile wie Zylinderkopf, Kurbelwelle oder andere geprüfte und instandgesetzte Bauteile sind an einer Prägung durch einen Stahlhandstempel zu erkennen.
Die Kennzeichnungen erfolgen unabhängig davon, ob die Leistung im Tausch gegen ein Altteil geliefert oder eine Dienstleistung am Kundeneigentum erbracht wird.
Die Gütegemeinschaft der Motoreninstandsetzungsbetriebe e.V. (GMI) hat dafür Sorge zu tragen, dass die in den Güte- und Prüfbestimmungen festgelegten Kriterien von den Mitgliedsbetrieben eingehalten werden. Von ihr beauftragte externe Gutachter prüfen regelmäßig und unangemeldet, ob die Unternehmen die Anforderungen an technische Ausrüstung und Personal erfüllen. Außerdem müssen die Unternehmen nachweisen können, dass sie die Einhaltung der Güte- und Prüfbestimmungen kontinuierlich selbst überwachen.